# Jurij Karatajew
Jurij Karatajew, ros. Юрий Каратаев (ur. 9 maja 1969 w Ust-Kamienogorsku, Kazachska SRR) – kazachski hokeista, reprezentant Kazachstanu.
Jego syn Dienis także uprawia hokej na lodzie, gra w drużynie Torpedo-99.

## Kariera
- Torpedo Ust-Kamienogorsk (1986-1995)
- SzWSM Ust-Kamienogorsk (1995)
- Bułat Karaganda (1995-1996)
- Podhale Nowy Targ (1996-1998)
- Unia Oświęcim (1998-2000)
- GKS Tychy (2000-2001)
- Kazcynk-Torpedo (2001-2002)
- Jenbiek Ałmaty (2003-2004)

Wychowanek Torpedo Ust-Kamienogorsk. Od 1996 do 2001 występował w lidze polskiej, wpierw występował w klubie z Nowego Targu w sezonie 1996/1997 i 1997/1998 (wraz z nim jego rodacy Aleksandr Artiomienko i Konstantin Spodarienko). Później występował jeszcze w drużynie z Oświęcimia wspólnie z Artiomienką (1998/1999 i 1999/2000) i Tychów (2000/2001). Łącznie zdobył trzy tytuły mistrza Polski. W klubie Torpedo, w drużynach polskich i w Jenbieku wraz z nim występowali z nim Artiomienko i inny rodak, Siergiej Antipow.
Uczestniczył w turniejach mistrzostw świata w 1993 (Grupa C), 2000 (Grupa B).

## Sukcesy
Klubowe
- Złoty medal mistrzostw Kazachstanu: 1993, 1994, 1995 z Torpedo, 2002 z Kazcynk-Torpedo
- Srebrny medal mistrzostw Kazachstanu: 1996 z Bułatem Karaganda
- Złoty medal mistrzostw Polski: 1997 z Podhalem, 1999, 2000 z Unią Oświęcim
- Puchar Polski: 2000 z Unią Oświęcim, 2001 z GKS Tychy
- Puchar Kazachstanu: 2002 z Kazcynk-Torpedo

Indywidualne
- Sezon 1994/1995 ligi kazachskiej: pierwsze miejsce w klasyfikacji asystentów